# Atria, instituto del conocimiento para la emancipación y la historia de las mujeres
Atria, instituto del conocimiento para la emancipación y la historia de las mujeres en Ámsterdam recopila, gestiona y comparte el patrimonio de las mujeres en un centro de documentación, archivo y biblioteca de custodia para el movimiento global de mujeres. Además, Atria investiga la posición actual de las mujeres en la sociedad y da consejos para futuras políticas. Hasta agosto de 2009, el nombre era Centro Internacional de Información y Archivos del Movimiento de Mujeres (IIAV)  (1988-2009) y de 2009 a 2013 se denominó Aletta, Instituto de Historia de la Mujer.

## Historia

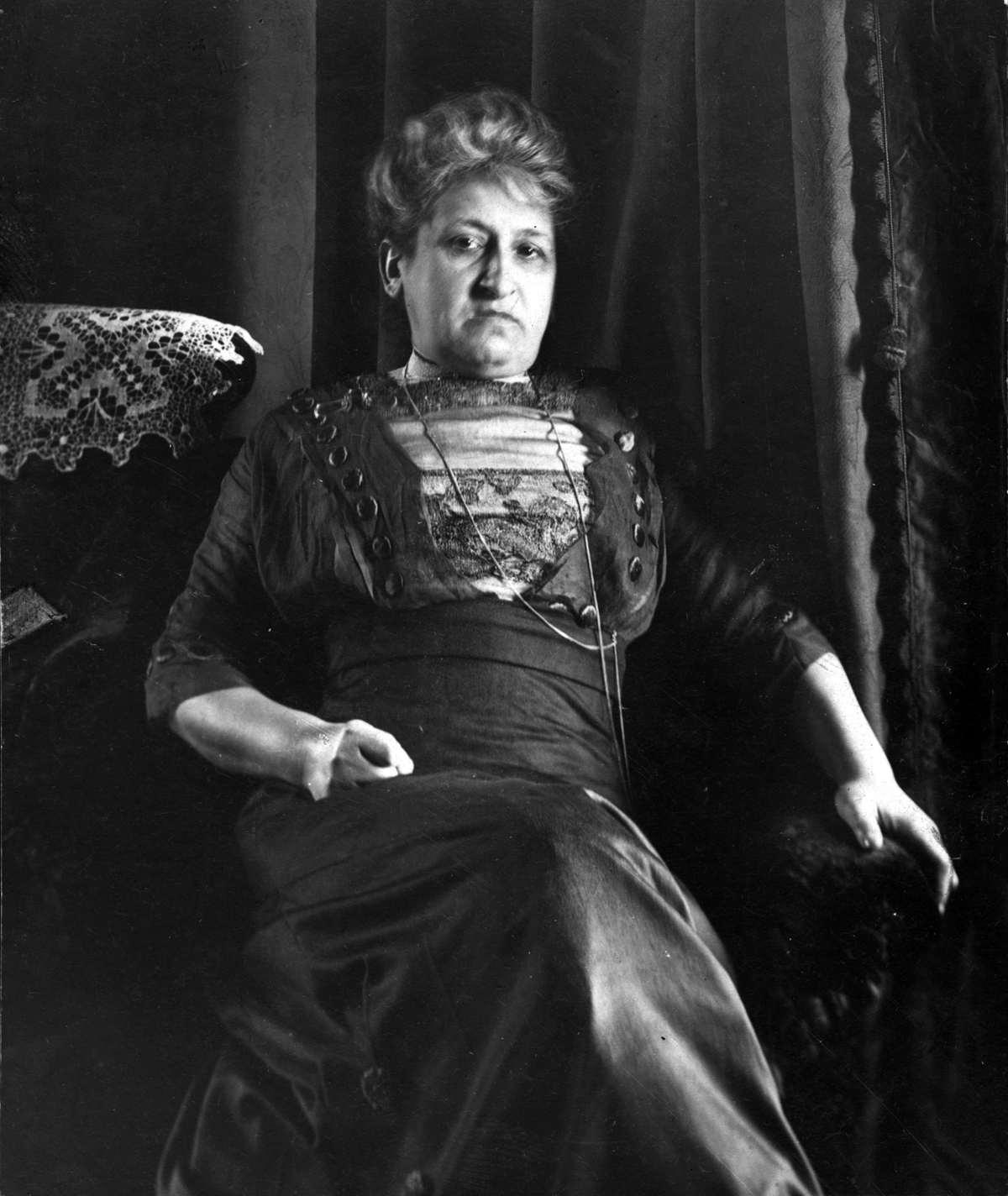
Aletta Jacobs

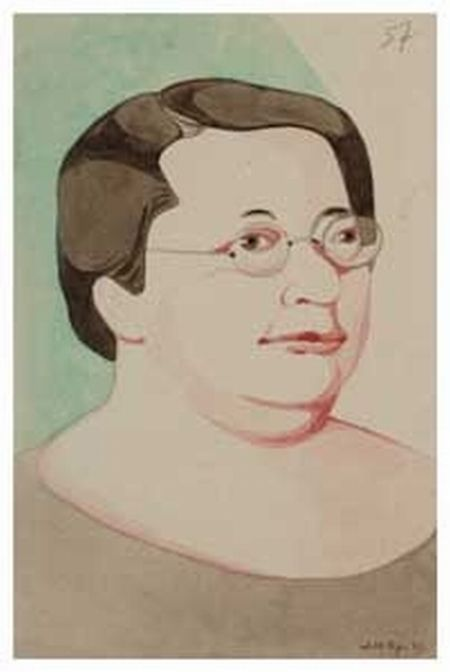
Rosa Manus de "JH Sp." (Koos Speenhoff). Rosa Manus (1881-1942) fue compañera de trabajo de Aletta Jacobs y activista feminista y pacifista.

### Fundación
El 3 de diciembre de 1935 tres prominentes feministas holandesas : Rosa Manus, Johanna Naber y Willemijn Posthumus-van der Goot, fundaron los Archivos Internacionales para el Movimiento de Mujeres (IAV), una biblioteca de archivo / anexo que debía registrar la historia del movimiento de mujeres y hacer posible la investigación científica. Rosa Manus donó el archivo personal de Aletta Jacobs a fines de 1936 o principios de 1937. Rosa Manus también donó su propia biblioteca, archivo y documentación al IAV por etapas. Todo fue robado en 1940. El archivo Posthumus-van der Goot llegó después de su muerte en 1989, el archivo de Johanna Naber llegó en 1994 y en 2003 al menos parte del archivo de Rosa Manus regresó de Moscú. El IAV se instaló en 1935 en Keizersgracht 264, en el edificio del Instituto Internacional de Historia Social (IISH).

### Segunda Guerra Mundial y reiniciar
Después de la invasión alemana, el IAV fue vaciado por el Sicherheitsdienst a finales de junio de 1940 y depositado el 12 de julio de 1940 en la Frauenamt  (Oficina de la Mujer) en Berlín. En 1944 fue trasladado a Sudetenland por razones de seguridad. Después de que Checoslovaquia fue liberada por la Unión Soviética, el archivo fue llevado a Moscú, donde Stalin lo almacenó como botín de guerra en un Archivo Especial. 
Posthumus-van der Goot fue la única fundadora que sobrevivió a la guerra. Se convirtió en presidenta de la IAV y encabezó el esfuerzo para reclamar sus propiedades robadas. En 1947, se devolvieron una pequeña cantidad de cajas de materiales y luego, en 1966, Ivo Krikava, un bibliotecario en Hradec Králové, Checoslovaquia, encontró y devolvió cuatro libros con el sello IAV. Esta colección, con adquisiciones posteriores, se alojó en la década de 1950 en un edificio en Herengracht nr. 262-266. Cuando el IAV obtuvo una importante subvención del gobierno durante el Año Internacional de la Mujer de 1975, la colección había crecido más allá de la capacidad del edificio.

### Fusión y reubicación
En 1981, el IAV se mudó a un edificio más espacioso en Keizersgracht (no. 10) y se fusionó en 1988 con el Centro de Información y Documentación para el Movimiento de Mujeres (IDC), que se centró en recopilar información actual de la segunda ola feminista y la revista feminista cultural-científica LOVER de Man Vrouw Maatschappij. En 1992, se completó el Tesauro de las Mujeres, un tesauro adaptado al movimiento de las mujeres y puesto a disposición en forma automatizada. En 1996 se lanzó el tesauro a través de un sitio web más accesible. A comienzos del año 1993-1994, el IIAV se mudó nuevamente, esta vez a un antiguo edificio de la iglesia de estilo neo-bizantino, la iglesia Gerardus Majella en el Obiplein en el este de Ámsterdam. Hasta 2004, el edificio también albergaba el Instituto Clara Wichmann, que ahora estaba cerrado, y el personal editorial de la revista feminista legal Nemesis.

### IIAV se convierte en Aletta, instituto para la historia de la mujer
Desde agosto de 2009 hasta enero de 2013, se llamó al antiguo IIAV: Aletta, instituto para la historia de la mujer. Aletta se refiere a la médica feminista Aletta Jacobs. Desde el 4 de octubre de 2011, el instituto se encuentra en Vijzelstraat 20 en Ámsterdam.

### Aletta y E-Quality forman un nuevo instituto de Atria
Aletta se fusionó en 2012 con E-Quality, centro de conocimiento para la emancipación, la familia y la diversidad (La Haya). Ambos institutos anteriores se mudaron al centro de Ámsterdam. Toda la colección (IAV) permaneció intacta y fue llevada al edificio en Vijzelstraat 20. El 28 de enero de 2013, el nuevo instituto se lanzó oficialmente bajo el nombre de Atria, instituto de conocimiento para la emancipación y la historia de las mujeres.

### Material de archivo recuperado
En 1992  el corresponsal de la NRC - Marc Jansen parte incidental del IAV archivos de vuelta en 1944-1945 en manos rusas habían caído. El Archivo Especial había permanecido intacto desde que llegó hace 47 a 48 años. Después de largas consultas diplomáticas, el archivo finalmente fue devuelto a los Países Bajos en mayo de 2003. Sin embargo, el archivo no se ha recuperado completamente.

## Colecciones de archivo
Dado que el instituto no se fundó hasta 1988 y estableció su política de adquisición al año siguiente, la mayor parte de los materiales en la institución se recolectaron en la década de 1980 o más tarde. Algunas de las colecciones organizacionales incluyen, los registros de la organización feminista Tegen Haar Wil (Against Her Will); los documentos de un centro de artes marciales, Kenau, donde las mujeres aprendieron defensa personal; los archivos de la organización de mujeres holandesa más antigua, Labor Ennobles (en neerlandés: Arbeid Adelt), documentos de la Asociación Holandesa de Empresas y Mujeres Profesionales (en neerlandés: Nederlandsche Vereeniging van Werkende Vrouwen); los registros de archivo de la Federación Internacional de Mujeres Empresarias y Profesionales; los materiales de archivo de la Federación Internacional de Investigación en Historia de la Mujer (IFRWH); los archivos de la Federación Internacional de Mujeres Universitarias (IFUW); los registros de la primera organización árabe holandesa, la Asociación Nacional de Mujeres Árabes Solteras (en neerlandés: Landelijke Vereniging van Alleenstaande Arabische Vrouwen); y los documentos de Zami, una organización de mujeres multiétnica, entre otros. En 1992, se descubrió otra parte del archivo saqueado de IAV y después de once años de negociaciones con el Archivo Osobyi de Moscú fue devuelto a Ámsterdam en 2003.
Entre los archivos individuales que posee el instituto se encuentran los documentos personales de Aletta Jacobs y Rosa Manus. En 1994, los documentos de Johanna Naber, estaban inicialmente previstos para incorporar al IAV, pero finalmente hubo un cambio en su testamento después de que los nazis saquearan los archivos y fueron recibidos por la institución de su familia. Los archivos personales de nl y Mien van Wulfften Palthe también forman parte de las colecciones de los institutos.

## Instalaciones
A partir de 2012, la instalación albergaba más de 100,000 libros, 30,000 fotografías y carteles, y 6,000 publicaciones periódicas de publicaciones internacionales femeninas y feministas, que comprenden casi 1,500 metros lineales de materiales de archivo. La sala de lectura de la planta baja contiene 500 estantes de libros publicados desde 2000 y números actuales de unos 175 periódicos y revistas, que comprenden alrededor de 3.500 metros lineales de materiales.

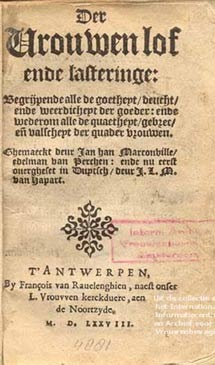
Jean de Marconville : Der vrouwen lof ende lasteringe, 1578, una traducción holandesa temprana de De la bonté et mauvaistié des femmes, 1563. El libro más antiguo de la colección de la biblioteca Atria.
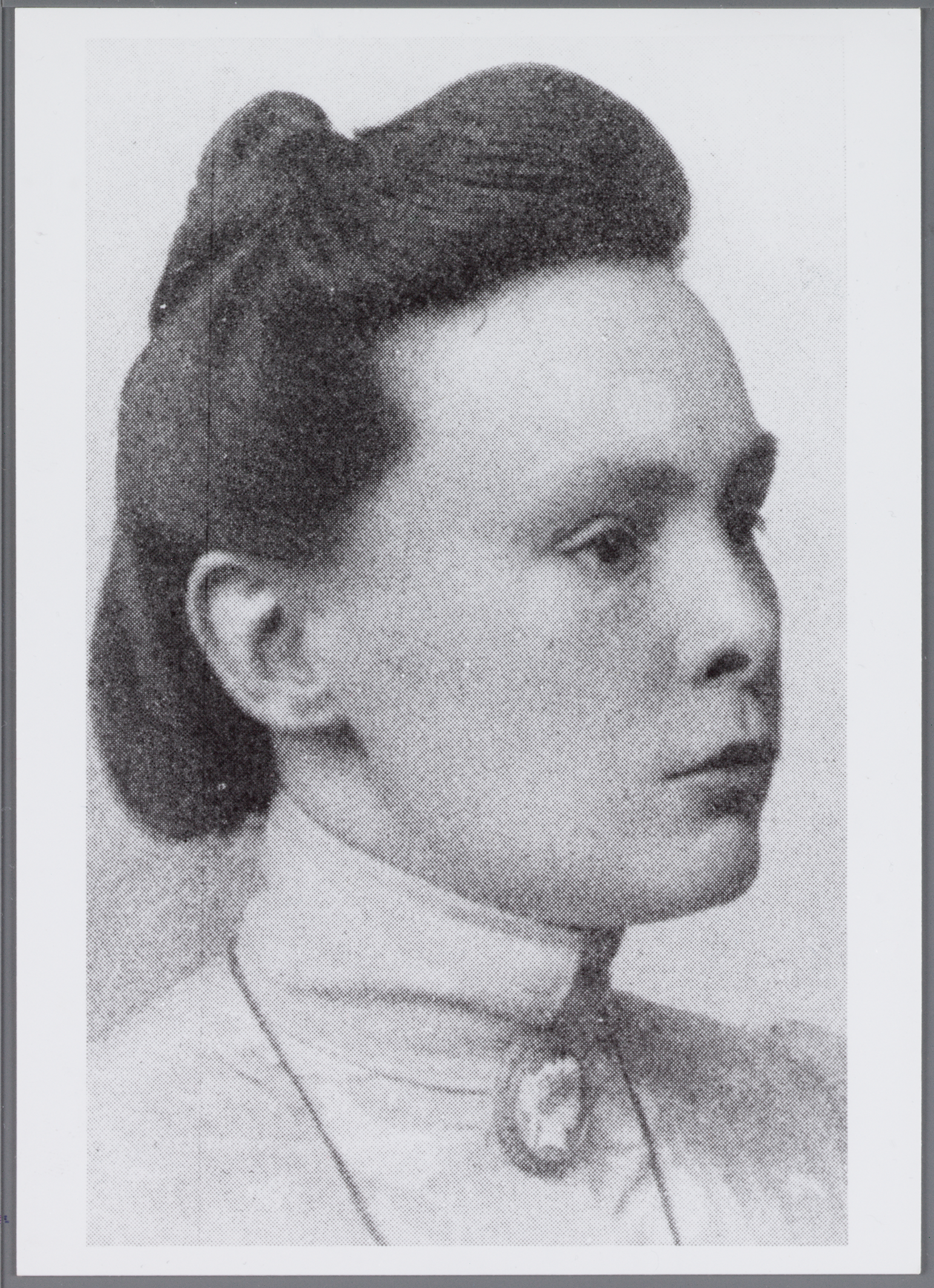
Johanna Naber (1859-1941) alrededor de 1898, feminista y cofundadora holandesa.
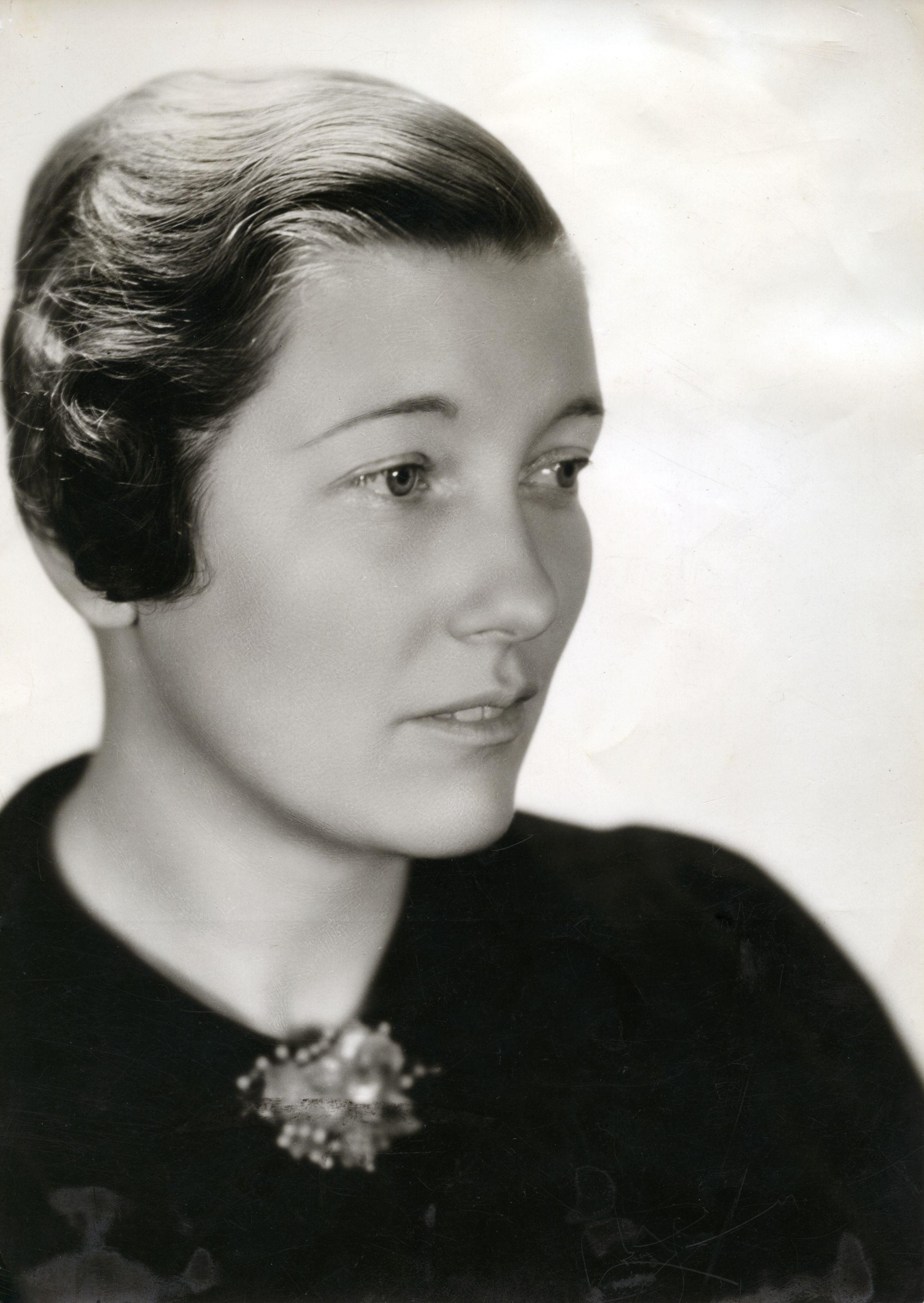
Willemijn Posthumus-van der Goot (1897–1989), feminista y cofundadora holandesa
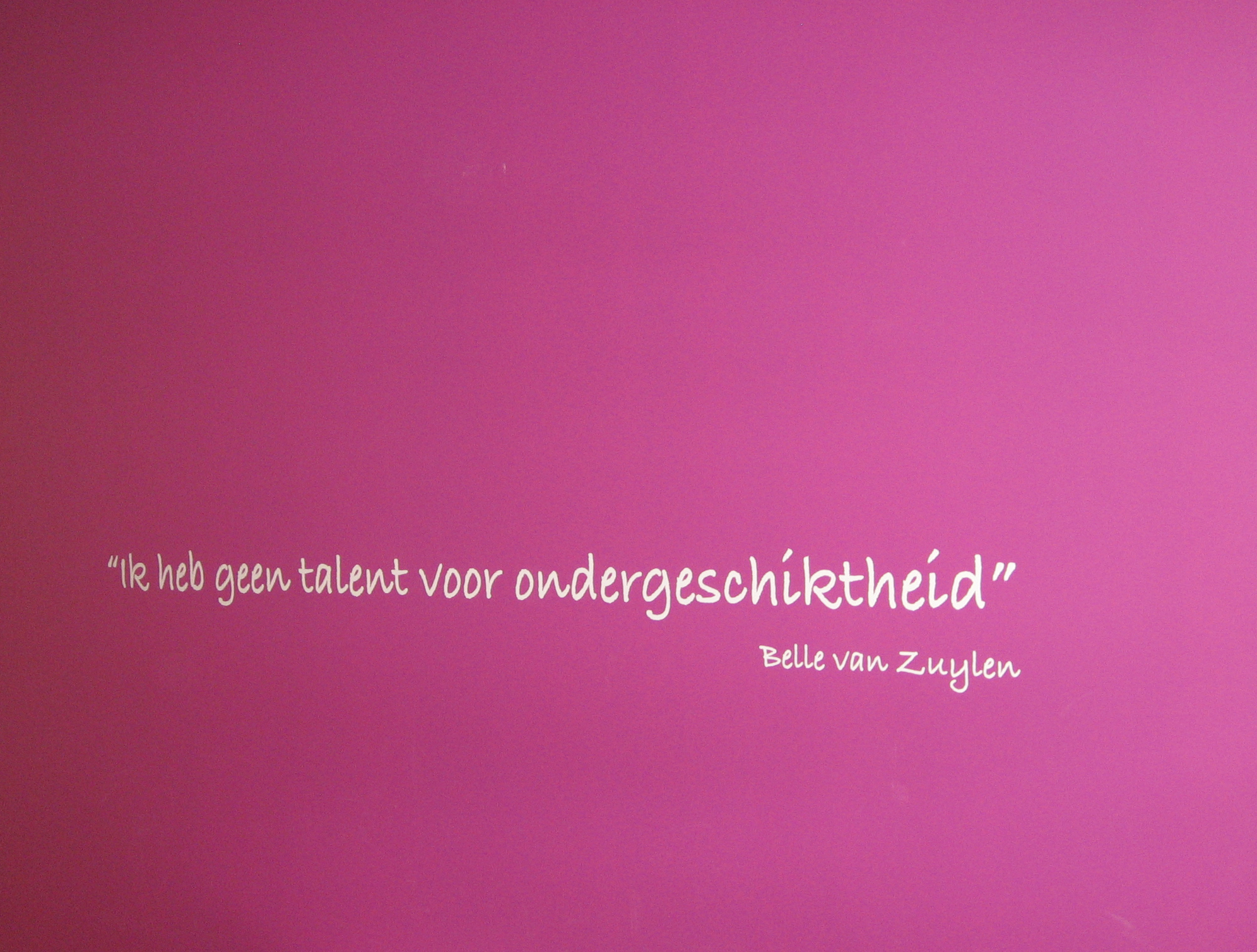
Cita de Belle van Zuylen en una pared en la oficina de Atria. "Me falta talento para la sumisión", traducción de Je n'ai pas les talents subalternes (carta a James Boswell).
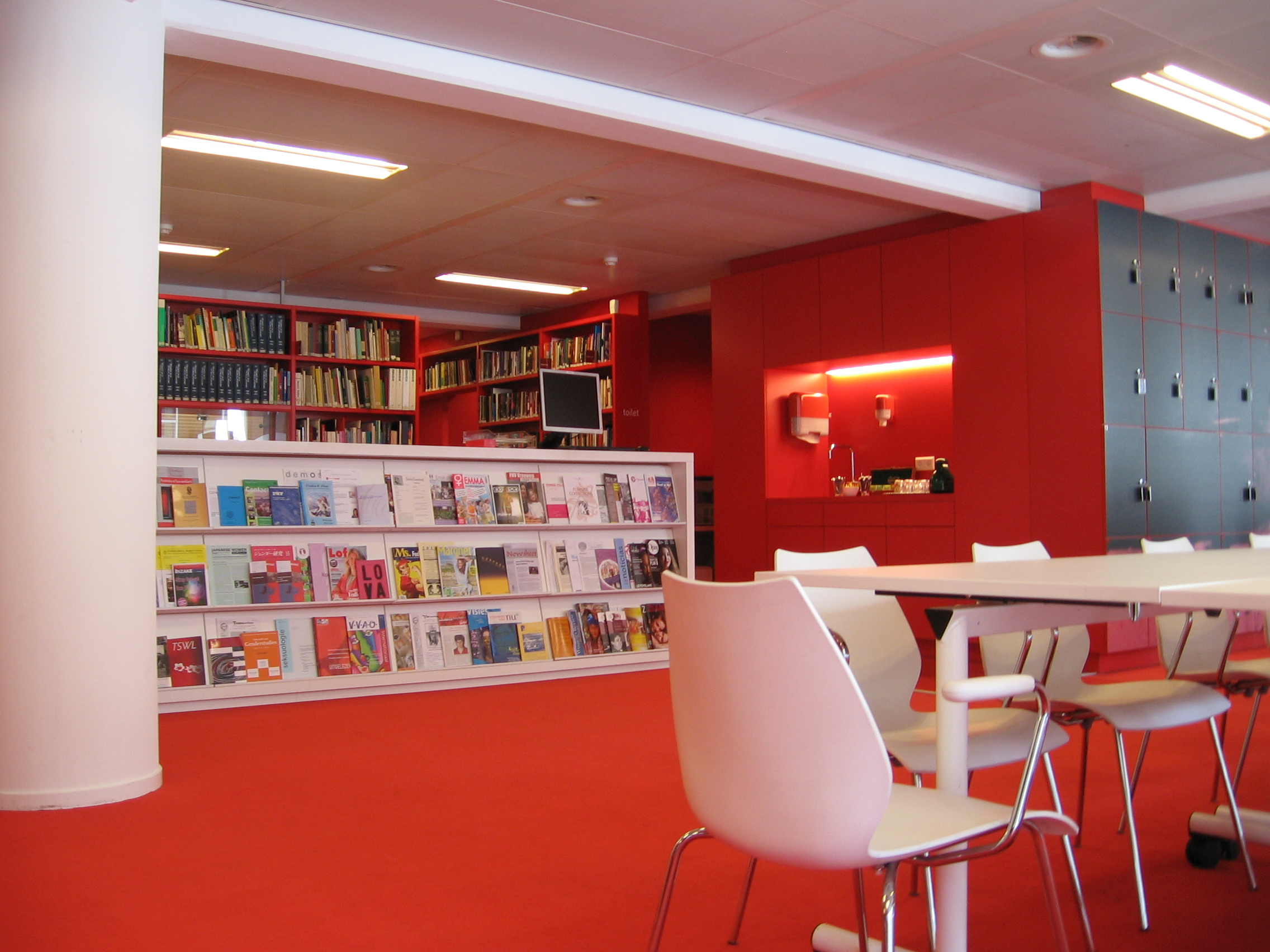
Biblioteca Atria
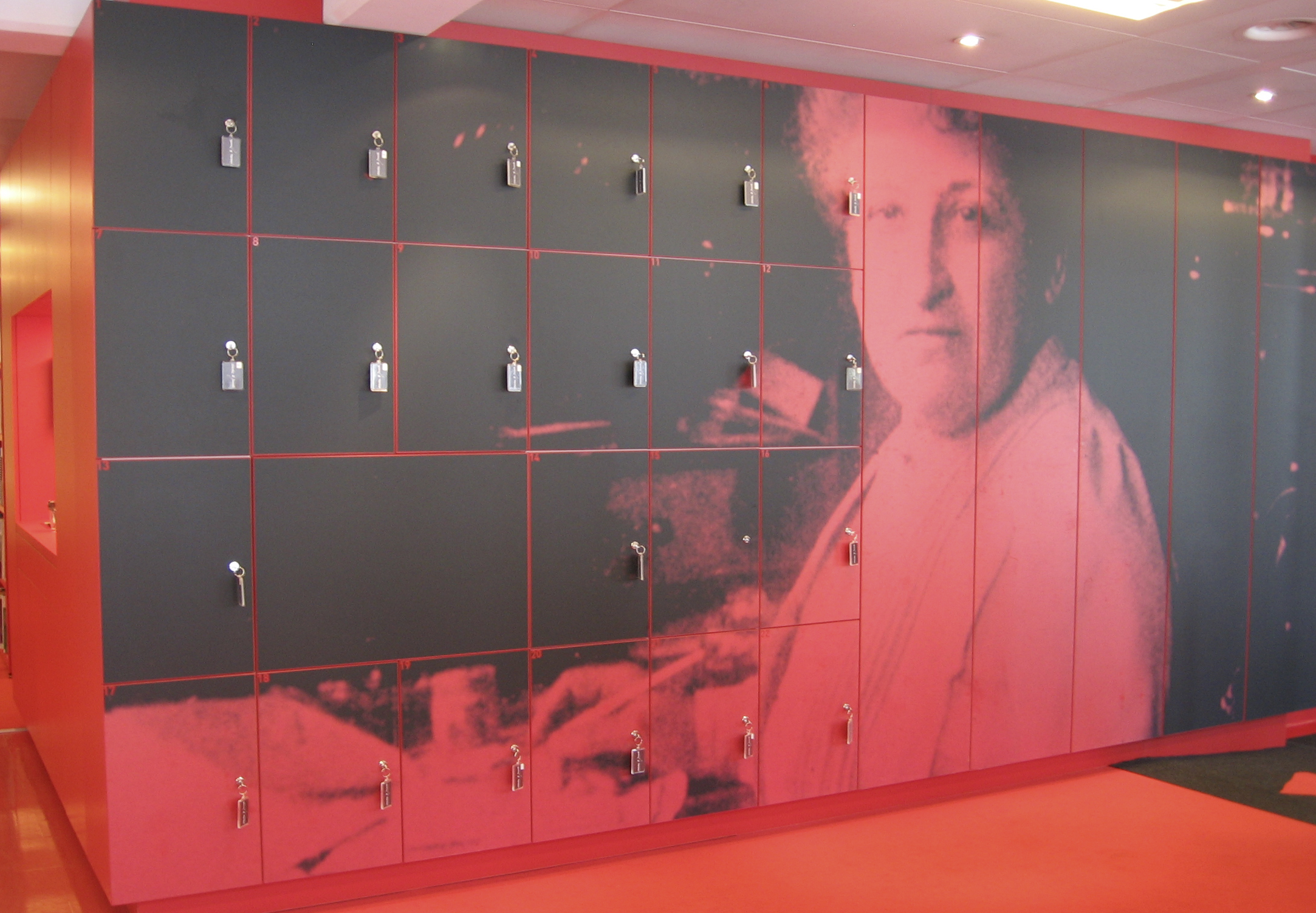
Biblioteca Atria. Taquillas con un retrato de Aletta Jacobs